# 모리마치촌
모리마치촌(森町村)은 니가타현 미나미칸바라군에 있던 촌이다. 

## 역사
- 1889년 4월 1일 - 정촌제 시행에 수반해 미나미칸바라군 모리마치촌이 성립하였다.
- 1955년 3월 31일 - 나가사와촌, 모리마치촌, 가토게촌이 합병해 미나미칸바라군 시타다촌이 성립하였다.

## 참고문헌
- 『市町村名変遷辞典』東京堂出版、1990年。